# حايم نحوم

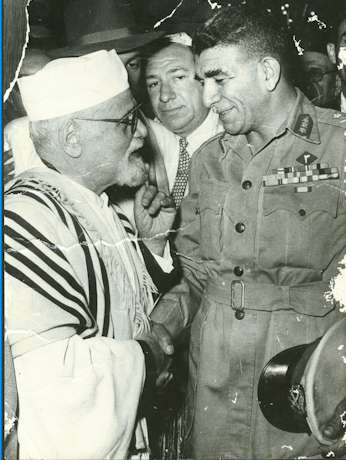
الرئيس محمد نجيب يزور حايم نحوم عام 1953

حايم نحوم أفندي (1873 - 1960) الحاخام الأكبر لليهود في مصر منذ تعيينه في هذا المنصب بمرسوم ملكي صدر في 2 مارس 1925 وحتي وفاته في 13 نوفمبر 1960، تم تعيينه عضوا في مجمع اللغة العربية بمرسوم ملكي آخر في 13 ديسمبر 1932.

## حياته
هو تركي المنشأ ولد في سنة 1873 في قرية مغنسيا التي تقع بالقرب من مدينة أزمير التركية، تعلم في كلية الحقوق التركية ثم أكمل تعليمه في جامعة السوربون الفرنسية، هاجر من تركيا إلي مصر في أوائل القرن العشرين، وحصل علي الجنسية المصرية في سنة 1929، تم تعيينه في مجلس الشيوخ المصري في فترة من الفترات قبل حركة 1952.

## مواقفه السياسية
عرف حايم نحوم كشخصية محبوبة ومحترمة في الأوساط السياسية والثقافية لمواقفه الوطنية وتحفظه تجاه الصهيونية وهجرة اليهود المصريين إلي إسرائيل آنذاك.

## من أقواله
من بيانه الذي أصدره عندمما وقع العدوان الثلاثي علي مصر ونشرته جريدة الأهرام في عددها الصادر بتاريخ 21 ديسمبر 1956:
"إننا نود مرة أخرى أن نشارك مواطنينا في استنكار الاعتداء البريطاني الفرنسي الإسرائيلي الغاشم علي وطننا العزيز مصر، وإننا نرفع إلي المولي عز وجل أحر الدعوات لمجد مصر ورفاهيتها وسعادة أبنائها جميعا. إن اليهود المصريين جزء لا يتجزأ من الأمة المصرية، وهم يتمتعون بكل ما يتمتع به المواطن المصري الصالح، وعلي ذلك، فليس لأي دولة أجنبية، سواء أكانت هذه الدولة هي إسرائيل أم غيرها، أي صفة للتحدث باسمهم، إذ أن اليهود المصريين هم مصريون أولا، وهم يشاركون مواطنيهم جميعا في شعورهم الوطني النبيل "

## قالو عنه
كتب عنه الأديب توفيق الحكيم قائلا:
"إن في حياتنا المصرية المعاصرة حادثة تدل علي أننا لم نجعل بين الأديان فواصل أو حواجز، فقد كان ضمن أعضاء المجمع اللغوي الذي يتحمل مسئولية الحفاظ علي اللغة العربية عضو ربما يبدو غريبا، هو الحاخام الأكبر لليهود في مصر حايم نحوم أفندي، وهو معروف بعلمه الغزير في أصول اللغة العربية"

## وفاته
توفي حايم نحوم أفندي في 13 نوفمبر 1960 وعقد المجمع اللغوي جلسة لتأبينه اختير فيها الأديب عباس محمود العقاد ليلقي كلمة في وداع زميلهم، كان من ضمن ما قال:
"لقد كان ترشيح حاييم نحوم للعمل بمجمع اللغة العربية توفيقا حسنا واختيارا صادف أهله، لأنه كان علي حظ وافر من معرفة اللغات، وهي أداة صالحة من أدوات الدراسات اللغوية وكان ((ناحوم أفندي)) يتقن الفرنسية والإسبانية والتركية والعربية والعبرية والحبشية. ولا شك أن هذه الإحاطة الواسعة بلغات الحضارة والثقافة المختلفة هي زاد طيب يتزود به من يبحث في أسرار الكلمات والتعابير وقواعد التراكيب المتقابلة عند شتى الأمم"
وأضاف:
"إن الزميل الراحل قد صحب مجمع اللغة العربية بهذا العلم وهذا الخلق منذ بدأ المجمع حياته وكان قدوة في أدب الزمالة وحق العلم وديدن المثابرة، ولم ينقطع عن المشاركة في الجلسات وهو قادر على مبارحة داره وأداء عمله وقد كان مجبولأ منذ نعومة أظفاره على حب المعرفة والعلم والاطلاع"